# سندباد و چشم ببر
سندباد و چشم ببر (Sinbad and the Eye of the Tiger) فیلم فانتزی سال ۱۹۷۷ به کارگردانی سام وانامیکر است و دارای جلوه‌های استاپ‌موشن توسط ری هری‌هاوزن است. در این فیلم پاتریک وین، تارن پاور، مارگارت وایتینگ، جین سیمور و پاتریک تروتون ایفای نقش می‌کنند. این سومین و آخرین فیلم سندباد است که توسط کلمبیا پیکچرز منتشر شده است.

## بازیگران
- پاتریک وین در نقش سندباد
- تارین پاور در نقش دایونی
- مارگارت وایتینگ در نقش زنوبیا
- جین سیمور در نقش فره
- پاتریک تروتون در نقش ملانتیوس
- کورت کریستین در نقش رفی
- ندیم صوالحه در نقش حسن
- دامین توماس در نقش قاسیم
- برونو بارنابی در نقش بالسورا
- برنارد کی در نقش زید
- سالامی کوکر در نقش معروف
- دیوید استن در نقش ابو سیر
- پیتر مایو در نقش مینوتون

## تولید
موفقیت چشمگیر سفر طلایی سندباد در گیشه باعث شد تا مدیران کلمبیا پیکچرز کار خود را بر روی یک تصویر متحرک سندباد سوم با دومین نسخه پخش نمایشی آغاز کنند. در این برنامه برخی از موجودات افسانه‌ای که از ویژگی‌های فیلم‌های قبلی بودند و از حیوانات ماقبل تاریخ قابل تشخیص‌تر بودند استفاده شد.
اشنر با سام واناماکر در فیلم اعدام کار کرده بود و او را به این دلیل استخدام کرده بود، زیرا «من کارگردان بازیگری را برای چشم ببر می‌خواستم، ببینم که آیا می‌توانیم ابعاد بیشتری از شخصیت‌های مقوایی متفاوتی داشته باشیم. سام نیازی به مدیریت هر یک از جنبه‌های فنی تصویری نداشت. او فقط مجبور بود به پرداخت دست مزد آن‌ها توجه کند. در پارامترهای کار فنی، او بخش‌های نمایشی را کارگردانی کرد. کار فنی توسط ری و من انجام شده است».
پیتر میهیو، هنرپیشه با قد بلند افسانه‌ای (۲٫۲۱ متر) در برخی از سکانس‌های اکشن زنده در نقش مونیتون اولین بازیگری بدون نقص را در این فیلم انجام داد، در حالی که پاتریک تروتون (که در فیلم جیسن و آرگونات‌ها ۱۹۶۳ به کارگردانی هری‌هوزن، فینئوس نابینا هارپی گرفتار را بازی کرده بود) ملانتیوس را بازی کرد. کورت کریستین که در فیلم سفر طلایی سندباد یکی از مردان سندباد را بازی می‌کرد، تغییر کرد و رافی پسر شرور زنوبیا را بازی کرد.
بازی پاتریک وین در ماه مه ۱۹۷۵ اعلام شد، زمانی که کلمبیا اعلام کرد کارگردان سام وانامیکر خواهد بود.